# Боротьба на літніх Олімпійських іграх 1988
Змагання з боротьби на Олімпійських іграх 1988 в Сеулі проходили з 18 вересня до 1 жовтня в гімназії Сангму у місті-супутнику Сеула Соннамі, і це був єдиний вид спорту, який проводився там під час цієї Олімпіади. Гімназія була побудована в 1986 році для проведення змагань з боротьби 1988 року і була розрахована на 5000 глядачів.
Змагання поділялися на дві дисципліни, вільну і греко-римську боротьбу, які в свою чергу поділялися на 10 вагових категорій. Загалом розігрувалося 20 комплектів нагород. У змаганнях брали участь лише чоловіки.
Формат змагань, в кожній дисципліні був такий же, як у 1984 році — змагання проводилися в 10 вагових категоріях з однаковими обмеженнями ваги як у вільному стилі, так і в греко-римському. Однак на відміну від попередніх змагань у найважчій ваговій категорії кожного стилю тепер клас мав верхню межу ваги в 130 кг (286 фунтів). Це було обрано тому, що у найважчій ваговій категорії почали виступати все більші і більші борці. Типовим прикладом був величезний американець Кріс Тейлор, що брав участь у змаганнях 1972 року, і який важив понад 182 кг. Кожен стиль був розділений на групи А та В. Місця розташування визначалися турніром з подвійною елімінацією в кожній групі, причому четвірка найкращих у кожній групі проходила до матчів за 1-е—8-е місця.
У змаганнях взяло участь 429 учасників з 69 країн.
- Наймолодший учасник: Хуан Чен-лун (Тайвань); 17 років, 328 днів).
- Найстаріший учасник: Амбруаз Сарр (Сенегал); 37 років, 280 днів).

Хоча Радянський Союз пропустив Олімпіаду 1984 року через бойкот Олімпійських ігор у Лос-Анджелесі, вони були першою нацією в олімпійській боротьбі з часу їхнього дебюту в 1952 році, і це тривало в 1988 році. Команда СРСР здобула найбільшу кількість нагород — 15, найбільше золотих медалей — 8, і очолила обидва списки медалей (загальний та золотий) в обох стилях.

## Медалі

#### Греко-римська боротьба
| Вага      | Золото                       | Срібло                              | Бронза                      |
| --------- | ---------------------------- | ----------------------------------- | --------------------------- |
| До 48 кг  | Вінченцо Маенца · Італія     | Анджей Гломб · Польща               | Братан Ценов · Болгарія     |
| До 52 кг  | Йон Реннінген · Норвегія     | Ацудзі Міяхара · Японія             | Лі Дже Сок · Південна Корея |
| До 57 кг  | Андраш Шике · Угорщина       | Стоян Балов · Болгарія              | Хараламбос Холідіс · Греція |
| До 62 кг  | Камандар Маджидов · СРСР     | Живко Вангелов · Болгарія           | Ан Де Хьон · Південна Корея |
| До 68 кг  | Левон Джулфалакян · СРСР     | Кім Сон Мун · Південна Корея        | Тапіо Сіпіля · Фінляндія    |
| До 74 кг  | Кім Йон Нам · Південна Корея | Даулет Турлиханов · СРСР            | Юзеф Трач · Польща          |
| До 82 кг  | Михайло Маміашвілі · СРСР    | Тібор Комаромі · Угорщина           | Кім Сан Гю · Південна Корея |
| До 90 кг  | Атанас Комшев · Болгарія     | Харрі Коскела · Фінляндія           | Володимир Попов · СРСР      |
| До 100 кг | Анджей Вронський · Польща    | Герхард Хіммель · Західна Німеччина | Денніс Козловські · США     |
| До 130 кг | Олександр Карелін · СРСР     | Рангел Геровський · Болгарія        | Томас Юганссон · Швеція     |

#### Вільна боротьба
| Вага      | Золото                      | Срібло                        | Бронза                        |
| --------- | --------------------------- | ----------------------------- | ----------------------------- |
| До 48 кг  | Такасі Кобаясі · Японія     | Іван Цонов · Болгарія         | Сергій Карамчаков · СРСР      |
| До 52 кг  | Міцуро Сато · Японія        | Шабан Трстена · Югославія     | Володимир Тогузов · СРСР      |
| До 57 кг  | Сергій Бєлоглазов · СРСР    | Аскарі Мохаммадьян · Іран     | Но Гьон Сон · Південна Корея  |
| До 62 кг  | Джон Сміт · США             | Степан Саркісян · СРСР        | Симеон Щерев · Болгарія       |
| До 68 кг  | Арсен Фадзаєв · СРСР        | Пак Джан Сун · Південна Корея | Нейт Карр · США               |
| До 74 кг  | Кенні Мондей · США          | Адлан Вараєв · СРСР           | Рахмат Софіаді · Болгарія     |
| До 82 кг  | Хан Мьон У · Південна Корея | Неджмі Генчалп · Туреччина    | Йозеф Логиня · Чехословаччина |
| До 90 кг  | Махарбек Хадарцев · СРСР    | Акіра Ота · Японія            | Кім Де У · Південна Корея     |
| До 100 кг | Василе Пушкашу · Румунія    | Лері Хабелов · СРСР           | Вільям Шерр · США             |
| До 130 кг | Давид Гобеджишвілі · СРСР   | Брюс Баумгартнер · США        | Андреас Шредер · НДР          |

## Медальний залік
| Місце  | Країна            | Золото | Срібло | Бронза | Загалом |
| ------ | ----------------- | ------ | ------ | ------ | ------- |
| 1      | СРСР              | 8      | 4      | 3      | 15      |
| 2      | Південна Корея    | 2      | 2      | 5      | 9       |
| 3      | Японія            | 2      | 2      | 0      | 4       |
| 4      | США               | 2      | 1      | 3      | 6       |
| 5      | Болгарія          | 1      | 2      | 3      | 6       |
| 6      | Польща            | 1      | 1      | 1      | 3       |
| 7      | Угорщина          | 1      | 1      | 0      | 2       |
| 8      | Італія            | 1      | 0      | 0      | 1       |
| 8      | Норвегія          | 1      | 0      | 0      | 1       |
| 8      | Румунія           | 1      | 0      | 0      | 1       |
| 11     | Фінляндія         | 0      | 1      | 1      | 2       |
| 12     | Іран              | 0      | 1      | 0      | 1       |
| 12     | Туреччина         | 0      | 1      | 0      | 1       |
| 12     | Західна Німеччина | 0      | 1      | 0      | 1       |
| 12     | Югославія         | 0      | 1      | 0      | 1       |
| 16     | НДР               | 0      | 0      | 1      | 1       |
| 16     | Греція            | 0      | 0      | 1      | 1       |
| 16     | Чехословаччина    | 0      | 0      | 1      | 1       |
| 16     | Швеція            | 0      | 0      | 1      | 1       |
| Всього | Всього            | 20     | 20     | 20     | 60      |

## Учасники
| - Австралія — 3 - Австрія — 5 - Американське Самоа — 1 - Аргентина — 2 - Афганістан — 5 - Бельгія — 1 - Болгарія — 20 - Бразилія — 2 - Велика Британія — 7 - В'єтнам — 1 - Гамбія — 3 - Гватемала — 1 - Гвінея — 2 - Греція — 5 - Гуам — 1 - Єгипет — 5 - Північний Ємен — 3 - Йорданія — 2 - Ізраїль — 2 - Індія — 7 - Індонезія — 2 - Ірак — 5 - Іран — 15 | - Ірландія — 1 - Іспанія — 9 - Італія — 4 - Камерун — 4 - Канада — 11 - Кенія — 4 - Китай — 11 - Китайський Тайбей — 4 - Колумбія — 4 - Ліван — 1 - Маврикій — 1 - Мавританія — 4 - Мальта — 2 - Марокко — 5 - Мексика — 4 - Монголія — 9 - НДР — 8 - Нігерія — 6 - Нова Зеландія — 2 - Норвегія — 5 - Пакистан — 3 - Панама — 2 - Перу — 1 | - Південна Корея — 19 - Польща — 18 - Португалія — 1 - Пуерто-Рико — 2 - Румунія — 4 - Сальвадор — 1 - Самоа — 2 - Сенегал — 4 - Сирія — 8 - СРСР — 20 - США — 20 - Туніс — 3 - Туреччина — 13 - Угорщина — 18 - Філіппіни — 2 - Фінляндія — 12 - Франція — 9 - Західна Німеччина — 17 - Чехословаччина — 9 - Швейцарія — 4 - Швеція — 10 - Югославія — 10 - Японія — 20 |